# 파워 (영국의 드라마)
《파워》(영어: The Power)는 아마존 프라임 비디오에서 2023년 3월부터 방영된 영국의 공상 과학 드라마이다.